# Gordan Kožulj
Gordan Kožulj (Zagreb, Croacia, 28 de noviembre de 1976) es un nadador croata retirado especializado en pruebas de estilo espalda larga distancia, donde consiguió ser subcampeón mundial en 2003 en los 200 metros estilo espalda.

## Carrera deportiva
En el Campeonato Mundial de Natación de 2003 celebrado en Barcelona ganó la medalla de plata en los 200 metros estilo espalda, con un tiempo de 1:57.47 segundos, tras el estadounidense Aaron Peirsol (oro con 1:55.92 segundos) y por delante del francés Simon Dufour (bronce con 1:57.90 segundos).